# Feketehátú szíbia
A feketehátú szíbia (Heterophasia melanoleuca) a madarak osztályának verébalakúak (Passeriformes) rendjébe és a Leiothrichidae családjába tartozó faj.
A magyar neve forrással nincs megerősítve.

## Rendszerezés
A fajt Edward Blyth angol zoológus írta le 1859-ben, a Sibia nembe Sibia melanoleuca néven. Helyezték a Malacias nembe Malacias melanoleucus néven is.

## Alfajai
- Heterophasia melanoleuca castanoptera (Salvadori, 1889)
- Heterophasia melanoleuca melanoleuca (Blyth, 1859)
- Heterophasia melanoleuca radcliffei (E. C. S. Baker, 1922)[2]

## Előfordulása
Délkelet-Ázsiában, Kína, Mianmar és Thaiföld területén honos. Természetes élőhelyei a szubtrópusi vagy trópusi hegyi esőerdők. Állandó, nem vonul faj.

## Megjelenése
Testhossza 21-23 centiméter, testtömege 23-39 gramm.
|  |

## Életmódja
Rovarokkal, bogyókkal és nektárral táplálkozik.

## Természetvédelmi helyzete
Az elterjedési területe nagy, egyedszáma ugyan csökkenő, de még nem éri el a kritikus szintet. A Természetvédelmi Világszövetség Vörös listáján nem fenyegetett fajként szerepel.